# Wandsbeker FC
Wandsbeker FC was een Duitse voetbalclub uit Wandsbek, een stadsdeel van Hamburg.

## Geschiedenis
De club ontstond in 1910 door een fusie tussen BC Frisch-Auf en Wandsbeker BC 1906. Wandsbek was in deze tijd nog een zelfstandige stad in Pruisen. Begin jaren twintig speelde de club in de tweede klasse van de Groot-Hamburgse competitie, een onderdeel van de Noord-Duitse voetbalbond. Nadat ze in 1923 op een haar na de titel misten, werden ze in 1924 kampioen zonder ook maar één wedstrijd te verliezen. In de eindronde ter promotie konden ze ook vier van de vijf wedstrijden winnen en één keer gelijk spelen waardoor ze naar de hoogste klasse promoveerden. De volgende jaren bij de grote jongens vocht de club tegen de degradatie. In 1926/27 was het de enige club die Hamburger SV kon verslaan, dat alle andere 13 wedstrijden won, maar een jaar later nam HSV weervraak door met maar liefst 18-5 te winnen, Otto Harder scoorde elf keer. Na dit seizoen brak er een voetbalrevolutie uit in Noord-Duitsland, waarbij de grote clubs vonden dat ze in een te zwakke competitie speelden. De grote clubs werd tegemoet gekomen door de competities kleiner te maken, waardoor Wandsbek naar de tweede klasse zakte. In 1931 maakte de club weer kans op promotie, maar verloor de beslissende wedstrijd van Wacker Billstedt.
Na de invoering van de Gauliga in 1933 slaagde de club er niet meer in te promoveren en zakte zelfs naar de derde klasse. De club speelde nu meer en meer in de schaduw van rivaal Concordia Wandsbek.
Na de Tweede Wereldoorlog had de club een heropleving en promoveerde in 1948 naar de Amateurliga, de hoogste klasse voor Hamburg en de tweede klasse in West-Duitsland. Na een zesde en een vierde plaats volgde een degradatie in 1951. Twee jaar later promoveerde de club terug en werd een vaste waarde tot een nieuwe degradatie volgde in 1961. De club zakte verder weg en door de invoering van de Bundesliga verzeilde de club in 1963 in de vijfde klasse. In 1974 kon de club opnieuw promotie afdwingen naar de Hamburgse hoogste klasse, echter door de invoering van de 2. Bundesliga werd dit nu nog maar de vierde klasse. Twee jaar later volgde opnieuw een degradatie.
Het duurde nu veertien jaar vooraleer de club opnieuw kon terugkeren, echter kon de club het ook nu niet langer dan twee seizoenen volhouden. Ze keerden een laatste keer terug in 1994/95, toen de competitie nog maar de vijfde hoogste klasse was. Op 24 april 1998 fuseerde de club met Hinschenfelder SV von 1890 tot TSV Wandsetal.